# Liochthonius africanus
Liochthonius africanus är en kvalsterart som beskrevs av Sandór Mahunka 1983. Liochthonius africanus ingår i släktet Liochthonius och familjen Brachychthoniidae. Inga underarter finns listade i Catalogue of Life.